# Zajazd (zwyczaj)
Zajazd – sposób egzekucji wyroku sądowego w prawodawstwie staropolskim. Wobec słabości władzy wykonawczej I Rzeczypospolitej, stał się faktycznym sposobem dochodzenia swoich praw przez szlachtę. Zajazd był 4 etapem egzekucji wobec szlachty posesjonatów wyroków z nieruchomości. Odbywał się po wcześniejszych etapach (wwiązaniu, ponownym wwiązaniu, rumacji). Polegał na zwołaniu przez starostę pospolitego ruszenia powiatu i usunięciu siłą opornego dłużnika.
Od drugiej połowy XVII wieku zaczęto urządzać samowolne (bez udziału starosty) zajazdy celem egzekucji wyroków w drodze samopomocy. Czasem zajazdy były całkowicie bezprawne, w tej sytuacji można je uznać za formę łupiestw.
Zwyczaj został upamiętniony w literaturze dziełem Adama Mickiewicza pod tytułem Pan Tadeusz, czyli ostatni zajazd na Litwie.